# Jason Petkovic
Jason Petkovic (Perth, 7 dicembre 1972) è un ex calciatore australiano, di ruolo portiere.

## Carriera
Ha vinto con l'Adelaide City una NSL e per due volte l'A-League con il Perth Glory.

## Palmarès
- NSL Championship: 3

Perth Glory: 2002-2003, 2003-2004
Adelaide City: 1993-1994